# San Julián (Chile)
San Julián es un pequeño poblado ubicado en la ribera sur del río Limarí, en la Provincia de Limarí, IV Región de Coquimbo, Chile, 15 km al suroeste de la ciudad de Ovalle. Administrativamente es parte de la comuna de Ovalle.

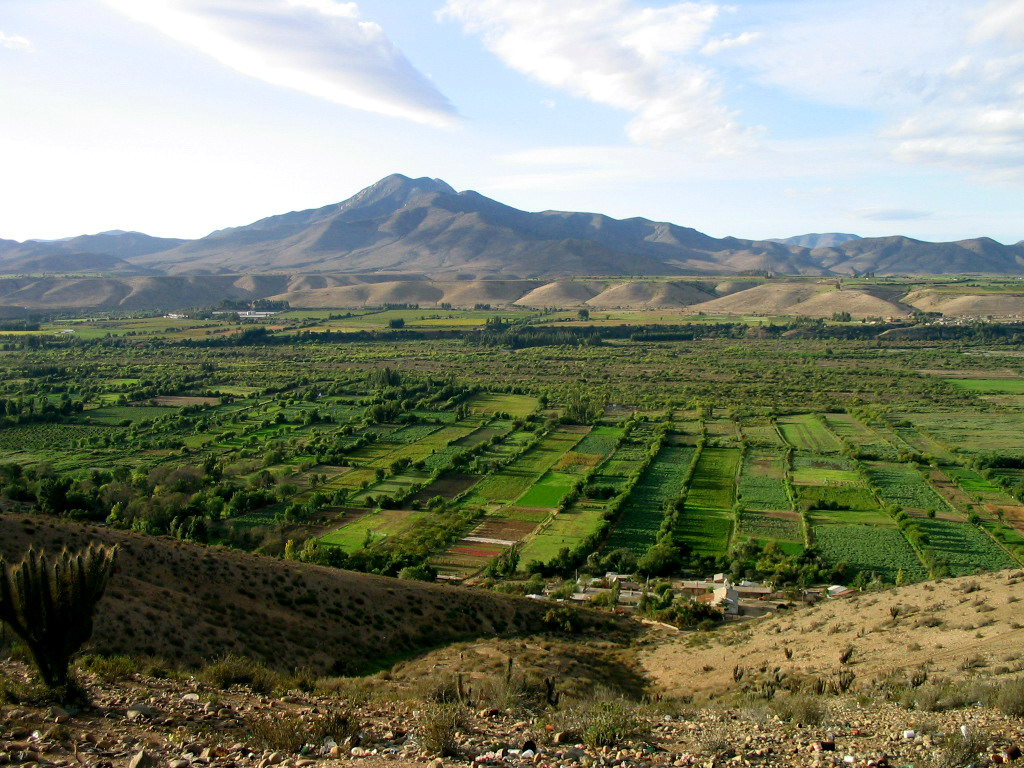
Terrenos cultivados del pueblo de San Julián. Al frente se aprecia el cerro Tamaya.

El pueblo es una calle larga en torno a la cual se ubican las viviendas, normalmente un tanto distantes entre sí. Los pobladores son principalmente pequeños agricultores que cultivan las tierras ubicadas entre la calle y el río, que corresponden a una gran terraza del Valle del Limarí. El cultivo principal es la alcachofa, seguido en importancia por pimientos tipo paprika. En menor grado también se cultivan otros productos de chacarería y forrajeras. También es relevante el cultivo de paltos (aguacates), que constituyen prácticamente el único frutal de importancia económica.
En los últimos años, grandes empresas han hecho importantes inversiones en los terrenos que rodean al pueblo y que se mantenían sin cultivar, principalmente por limitaciones de riego. Es así como la empresa Concha y Toro ha plantado una importante superficie de vides viníferas, Contador Frutos ha hecho otro tanto con almendros y una tercera empresa, sigue ampliando la superficie plantada con paltos, utilizando las laderas de los cerros.
Parte importante de la fuerza laboral del lugar, principalmente lo más jóvenes, son trabajadores agrícolas asalariados, muchos de los cuales trabajan para estas tres empresas.

## Historia
El área geográfica que comprende el actual poblado de San Julián, fue parte de una antigua merced de tierras otorgada por el gobernador don Alonso de Quiroga al capitán Lupo de Estrada, el documento fue fechado en La Serena el 20 de diciembre de 1613. Aquí se especifica que eran 800 cuadras limitando con los valles de Salala y Limarí, y a una legua del cerro de Punitaqui. Esta área comprendía un vasto sector incluyendo al lugar llamado actualmente La Calera, parte de Chalinga y otros.
Cuando se crea el Departamento de Ovalle el año 1831, San Julián pasa a ser parte de las 17 Subdelegaciones conformantes. Posteriormente al crearse el Sistema de Comunas independientes implementado el año 1894, San Julián pasó a ser parte de la Comuna de Punitaqui, la que además incluía a las subdelegaciones respectivas Barraza, La Chimba y la de Punitaqui. Con la regionalización llevada a cabo en 1976, San Julián pasa a formar parte de la comuna de Ovalle.
- Datos: Q7414658